# سوبر هند Mi 24 MKIII
مروحيات سوبر هند Mi 24 MKIII: هي مروحيات عسكرية متوسطة الحجم متعددة الأغراض تتميز بسرعتها وتسليحها الكبير هي روسية الأصل لكنها تستخدم في الجزائر فقط
تعتبر تطويرا لسابقتها ميل مي-24 هند Mi 24 MKII والتي اشتهرت في حرب أفغانستان الأولى ضد السوفيات تم تطوير اسلحتها وأجهزة ملاحتها بجيل جديد من الأسلحة والأنظمة المتطورة.

## البلدان التي تستعملها
- - الجزائر: القوات الجوية الجزائرية هذا النوع من المروحيات تستخدم في الجزائر فقط.

## الصفات العامة
- لسرعة القصوى: 335 كلم/سا
- أقصى ارتفاع للعمل : 4500 م
- المدى: 450 كلم
- المحرك: محركان قوة كل واحد 2200 حصان.نوع Isotov TV-3-117

## التسليح
- صواريخ جو-جو: يمكنها حمل R-60, R-73, SA-18
- صواريخ جو-أرض: AT-9, Ingwe, Mokopa
- قنابل وقذائف: FAB-100/250/500, S-8/13
- مدفع أمامي: Vector GI-2 de 20mm بحوالي 850 خرطوشة.

المدفع مزود بنظام الي يسمح له باختيار نوع القذائف على حسب الهدف حيث يطلق قذائف خارقة للدروع إذا كان الهدف دبابة أو ذخيرة متفجرة مضادة للافراد.
- -جهاز رؤية مركب على خوذة الطيار إضافة إلى برج للرؤيا مزود بثلاث كاميرات تعمل بالأشعة تحت الحمراء وحرارية موجود فوق المدفع الرشاش في الأمام.
- -تيليمتر ومحدد الأهداف ليزري..قمرة القيادة مجهزة بنظارات للرؤيا الليلية..
- - 3 شاشات LCD ملونة للطيار وشاشتان من نفس النوع للرامي..نظام IFF لتحديد الهوية..نظام تشفير الاتصالات..نظام اختيار واقتناص الأهداف مركب على خوذة الرامي..حاسوب للمهام..رادار الملاحة نبضي doppler..رادار للمراقبة..نظام الإيقاع في الشرك IR وكهرومغناطيسي..نظام تثبيت إلكتروني للطائرة.. نظام لتثبيت المدفع..

قابلية حمل 12 صاروخ موجه بالليزر نوع Ingwe ذو مدى 5 km أو mokopa بمدى 10 km القادران على اختراق دروع بسمك 1000mm جهاز التصويب موصول بخوذة الرامي..
كما بإمكان MI-24 MKIII SUPER HIND الجزائرية حمل صواريخ جو-جو Igla أو صواريخ جو-أرض من نوع AT-12 Ataka الموجه بالليزر بمدى 12 km وكذلك مختلف القنابل وقاذفات الصواريخ المختلفة والتقليدية.
Mi-24MKIII نسخة فريدة تملكها الجزائر فقط.

### وصلات خارجية
- -مقال أمريكي حول المروحيات الجزائرية سوبر هند Mi 24 MKIII